# Daniel Bogdanović
Daniel Bogdanović   (Misratah, 26 de març de 1980) és un futbolista maltès de la dècada de 2000. Va néixer a Líbia, fill de família sèrbia i eslovena.
Fou 41 cops internacional amb la selecció maltesa.
Pel que fa a clubs, destacà defensant els colors de Cherno More, Lokomotiv Sofia, Barnsley FC, Sheffield United FC, Blackpool FC, i Sliema Wanderers.